# 老大哥 (一九八四)

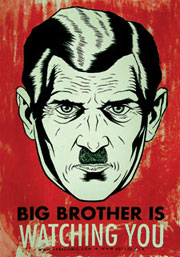
一幅關於老大哥的公共藝術作品「老大哥在看著你」。

老大哥是乔治·奥威尔在其反乌托邦小说《一九八四》中塑造的一个人物形象。老大哥是《一九八四》中大洋国的领袖，是党内的最高领导人。儘管書中自始至終沒有真正出現這號人物，也無法確信他是否真正存在，但大洋國的人民堅信他存在，他的存在也是權力的象徵。也有猜测称，老大哥在大洋国建立不久后就死亡了，他更像是一种精神象征。哪怕老大哥是真实存在的，其公布的形象也经过了艺术加工。
在《一九八四》中，奥威尔描写了人们永远都处于极权无处不在的电幕监视下的社会。“老大哥在看着你”这句话随处可见。老大哥象征着极权统治及其对公民无处不在的监控。

## 流行文化

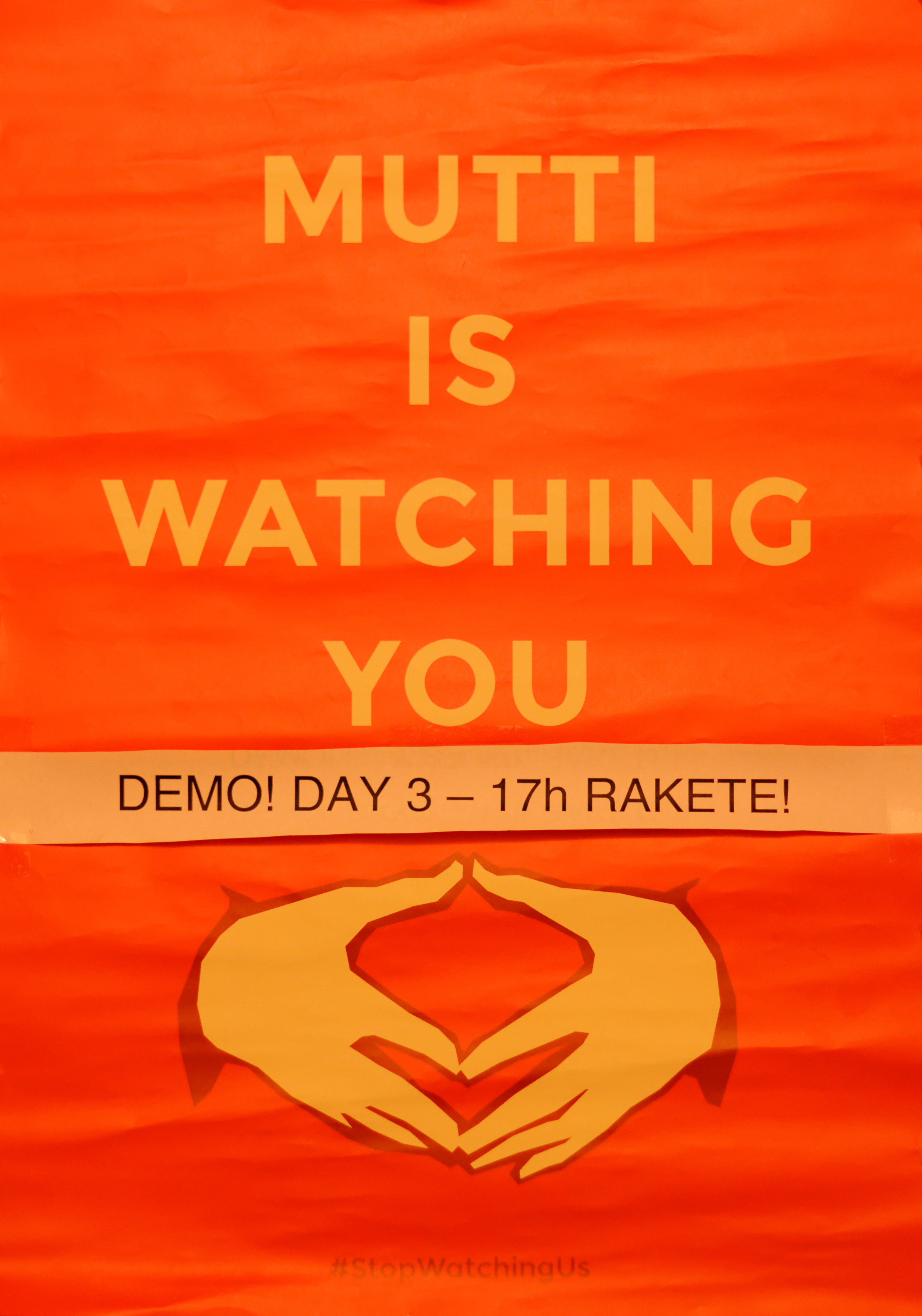
第31屆混沌通訊大會「母親在看着你」的標語。

- 真人秀節目《名人老大哥》的名字即取自此角色。
- 另外，第31屆混沌通訊大會的海報諷刺時任德國總理梅克爾是德國的「老大哥」，還用上了她的外號「母親」及她的招牌手勢「梅克爾菱形」，將老大哥海報上的標語改成「母親在看着你」。